# هینتن (اکلاهما)
هینتن(به انگلیسی: Hinton) شهری در ایالت اکلاهما کشور ایالات متحده آمریکا است که جمعیت آن در سرشماری سال ۲۰۱۰ میلادی، ۳٬۱۹۶ نفر بوده‌است.